# Nordharz
Nordharz (le Harz du nord, en allemand) est une municipalité unie allemande de la Saxe-Anhalt dans l'arrondissement de Harz, fondée le 1er janvier 2010 et regroupant les villages suivants :
- Abbenrode
- Danstedt
- Heudeber et Mulmke
- Langeln
- Schmatzfeld
- Stapelburg
- Veckenstedt
- Wasserleben

Le chef-lieu de la municipalité se trouve à Veckenstedt. Sa population était de 8 248 habitants au recensement du 31 décembre 2010.

## Personnalités liées à la commune
- Wilhelm Drumann (1786-1861), historien, né à Danstedt
- Hans-Bert Matoul (1945-), footballeur, né à Langeln
- Joachim Schulmeyer (1952-), homme politique, né à Veckenstedt